# Kanchan Mullick
Kanchan Mullick es un actor de cine y televisión bengalí. Kanchan ha actuado en películas como Mahakaal, Ranjana Ami Ar Ashbona. También es un artista de teatro bengalí. Ha trabajado en el grupo de teatro Swapnasandhani.

## Vida personal
Kanchan casó  Pinky Banerjee

## Filmografía
- Shorts (2013) _ Produced by : Anurag Kashyap
- Yoddha (2014)
- Bachchan (2014)
- Window Connections (2014)
- Khiladi (2013)
- Golemale Pirit Koro Na (2013)
- Kanchenjunga Express (2012)
- Bangal Ghoti Phataphati (2012) - Upcoming
- Bhallu Sardar (29 de junio de 2012)
- Bhalobasa Off Route E (2 de marzo de 2012)
- Goraay Gondogol (3 de febrero de 2012)
- Gosainbaganer Bhoot (9 de diciembre de 2011)
- Hello Memsaheb (30 de septiembre de 2011)
- Tomake Chai (22 de julio de 2011)
- Ranjana Ami Ar Ashbona (24 de junio de 2011)[3]
- Janala (25 de febrero de 2011)
- Jiyo Kaka (11 de febrero de 2011)
- Bye Bye Bangkok (28 de enero de 2011)
- Jor Jar Muluk Tar (2010)
- Lakshyabhed (2009)
- 10:10 (28 de noviembre de 2008)
- Bor Asbe Ekhuni  (2008)
- Mahakaal (2008)
- No Problem (2007) - Unreleased
- Shikar (2006)
- Raju Uncle (2005)
- Sangee (2003)
- Sathi (2002)